# Sied van Riel

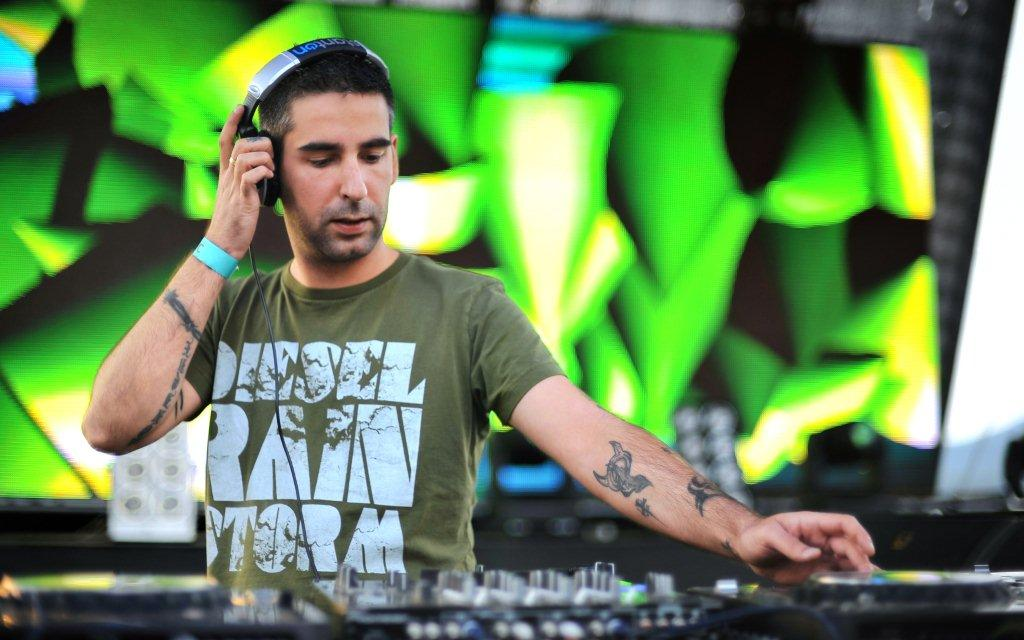
Sied van Riel am Machac Festival (2009)

Sied van Riel (* 12. Mai 1978) ist ein niederländischer Trance-DJ und -Produzent.

## Biographie
Sied van Riel kommt ursprünglich aus Rotterdam, lebt aber derzeit in Spijkenisse. Erstmals erschien er in der Szene 2006 mit seiner Produktion „Fearless“. Im folgenden Jahr kam er unter Vertrag beim Label Spinnin’ Records. Besonders erfolgreich war seine Single „Rush“, die 2008 bei Black Hole Recordings erschien und von zahlreichen bekannten DJs wie Armin van Buuren, Paul van Dyk und Tiësto Unterstützung erhielt. 
2009 kam Sied van Riel in der Wahl der Top 100 DJs von DJ Mag auf Platz 85, 2010 kam er auf Platz 97. Seit 2008 hat er auch eine eigene Radiosendung namens Rielalistic, die zweimal monatlich ausgestrahlt wird. 

## Diskographie

### Singles
- 2006: Fearless
- 2006: My Dreams
- 2007: Changing Places
- 2007: Sigh
- 2008: Closer to You
- 2008: Contrasts (mit Claudia Cazacu)
- 2008: Malibeer
- 2008: With the Flame in the Pipe
- 2008: Minimal Symphony
- 2008: One / Two
- 2008: Riel People Know
- 2008: Rush
- 2008: What You Want
- 2008: You Are My Dreams
- 2009: Mongoosed
- 2009: Sunrise
- 2009: All Rise
- 2010: Serendipity (mit Ummet Ozcan)
- 2010: All I Need / 12 Hz
- 2010: Crossroads
- 2010: Radiator
- 2011: Mentalism
- 2011: Stealing Time (feat. Nicole McKenna)
- 2011: Bubble Blower
- 2011: Lights Off (mit Claudia Cazacu)
- 2011: The Game
- 2011: Audio 52
- 2011: Telephone Junkies
- 2012: Tunnel Vision
- 2012: The Offering (mit Betsie Larkin)

### Remixe (Auswahl)
- 2006: Airbase – Sinister
- 2007: Jonas Steur – Level Up
- 2007: Robert Gitelman & Michael Tsukerman – Memories of the Future
- 2007: Leon Bolier – Summer Night Confessions
- 2008: Claudia Cazacu – Elite
- 2008: Ashley Wallbridge feat. Meighan Nealon – I Believe
- 2008: Jose Amnesia feat. Jennifer Rene – Invincible
- 2008: Alex M.O.R.P.H. – Walk the Edge
- 2008: Artic Quest feat. Anita Kelsey – Your Smile
- 2008: Blank & Jones – Where You Belong
- 2009: Armin van Buuren feat. Jennifer Rene – Fine Without You
- 2009: Cosmic Gate feat. Emma Hewitt – Not Enough Time
- 2010: Arnej – The Day Will Come Armada
- 2009: Sean Tyas – I Remember Now
- 2009: Ferry Corsten – Shanti
- 2010: Arnej – The Day Will Come Armada
- 2011: Ben Gold – Pandemic
- 2012: John O’Callaghan feat. Kathryn Gallagher – Mess of a Machine
- 2012: Allure – I Am
- 2013: Alex M.O.R.P.H. – Sucker Punch